# Matti Lähde
Matti Lähde, född 14 maj 1911, död 2 maj 1978, var en finländsk längdåkare som tävlade under 1930-talet.
Lähdes största merit var ett olympiskt guld i 4 x 10 kilometer stafett vid Vinter-OS 1936 i Garmisch-Partenkirchen.